# Коваленко Олександр Сергійович
Олекса́ндр Сергі́йович Ковале́нко — солдат Збройних сил України, частина в мирний час базується у Житомирській області.

## З життєпису
Служив у військовій частині Василькова, до армії пішов за власним бажанням, 2 квітня мав демобілізуватися, цьому завадила російська інвазія. У часі боїв 19 травня 2014 року в Луганській області важкопоранений — чергував на блокпосту та потрапив під обстріл. Знаходиться в коматозному стані, в лікарні Кремінної був без свідомості. Кулю з голови не дістали — була загроза життєво важливим центрам, його очікує операція, перебуває в Харківському військовому госпіталі.
Станом на початок серпня 2014 року перебував в лікарні — лікарі не бралися дістати кулю, не міг розмовляти.

## Нагороди
26 липня 2014 року — за особисту мужність і героїзм, виявлені у захисті державного суверенітету та територіальної цілісності України, вірність військовій присязі під час російсько-української війни, відзначений — нагороджений орденом «За мужність» III ступеня.